# The Best Man's Bride
The Best Man's Bride è un cortometraggio muto del 1916 diretto da William Worthington.

## Produzione
Il film fu prodotto dalla Universal Film Manufacturing Company (con il nome Universal Gold Seal).

## Distribuzione
Distribuito dalla Universal Film Manufacturing Company, il film uscì nelle sale cinematografiche USA il 18 aprile 1916.